# Lions de Genève
I Lions de Genève sono una squadra svizzera di pallacanestro.

## Storia
Il sodalizio nasce nel 2010 dalla fusione tra i Geneva Devils e il MGS Grand-Saconnex. Attualmente è la più importante squadra di pallacanestro di Ginevra. I Lions giocano le partite casalinghe alla Salle du Pommier, nel comune di Le Grand-Saconnex; i colori della società sono il bianco e il rosso. Nel 2013 hanno vinto il loro primo campionato svizzero.

## Palmarès
- Campionato svizzero: 3

2013, 2015, 2025
- Coppa Svizzera: 4

2014, 2017, 2021, 2025
- Coppa di Lega: 4

2013, 2015, 2019, 2021
- Supercoppa: 2

2017, 2018

## Roster 2023-24
| Lions de Genève 2023-24 | Lions de Genève 2023-24 |
| Giocatori               | Staff tecnico           |
| ----------------------- | ----------------------- |

| N. | Naz.                                      | Ruolo | Nome                             | Anno | Alt.   | Peso |  |
| -- | ----------------------------------------- | ----- | -------------------------------- | ---- | ------ | ---- |  |
| 2  | Italia (bandiera)                         | GA    | Hakim Charfi                     | 2002 | 190 cm |      |  |
| 3  | Svizzera (bandiera)                       | PG    | Ugo Dassin                       | 2003 | 175 cm |      |  |
| 4  | Stati Uniti (bandiera)                    | P     | Alexander Brian                  | 2004 | 184 cm |      |  |
| 6  | Francia (bandiera) · Svizzera (bandiera)  | A     | Paul Gravet                      | 1995 | 203 cm |      |  |
| 7  | Serbia (bandiera)                         | C     | Mladen Armus                     | 1997 | 206 cm |      |  |
| 8  | Stati Uniti (bandiera)                    | G     | Mike Williams                    | 1996 | 188 cm |      |  |
| 9  | Svizzera (bandiera)                       | G     | Philippe Eyenga                  | 1999 | 190 cm |      |  |
| 10 | Rep. Dominicana (bandiera)                | PG    | Bryan Colón dal 13 novembre 2023 | 1992 | 181 cm |      |  |
| 11 | Svizzera (bandiera)                       | PG    | Clayton Le Sann                  | 1995 | 193 cm |      |  |
| 12 | Svizzera (bandiera) · Francia (bandiera)  | GA    | Thomas Jurkovitz                 | 1997 | 195 cm |      |  |
| 13 | Svizzera (bandiera) · Germania (bandiera) | PG    | Robert Zinn                      | 1995 | 197 cm |      |  |
| 19 | Svizzera (bandiera)                       | AG    | Noé Anabir                       | 1995 | 203 cm |      |  |
| 24 | Stati Uniti (bandiera)                    | A     | Markel Humphrey                  | 1996 | 198 cm |      |  |
| 34 | Stati Uniti (bandiera)                    | AC    | Matthew Dentlinger               | 1998 | 202 cm |      |  |
| 35 | Svizzera (bandiera) · Italia (bandiera)   | AP    | Régis Bono                       | 2001 | 198 cm |      |  |
| 56 | Svizzera (bandiera)                       | A     | Zachary Biku                     | 2005 | 202 cm |      |  |
| -  | Svizzera (bandiera)                       | GA    | Boris Mbala dall'11 gennaio 2024 | 1996 | 190 cm |      |  |

| Allenatore                                                          |
| - Dragan Andrejević                                                 |
| Assistente/i                                                        |
| - Aner Lev Ron Legenda - (C) Capitano - (IN) Inattivo - Infortunato |

## Cestisti
- Marquis Addison
- Tony Brown
- Vladimir Buscaglia
- Arnaud Cotture
- Tim Derksen
- Andreas Glyniadakīs
- Paul Gravet
- Ive Ivanov
- Juwann James
- Max Kouguere
- Roberto Kovac
- Steeve Louissaint
- Dušan Mlađan
- Marko Mlađan
- Donatas Sabeckis
- Terry Smith
- Andrej Štimac
- Scott Suggs
- Babacar Touré
- Oliver Vogt
- Eric Williams
- Dragan Zeković

## Allenatori
- 2010-2011:  Michel Perrin
- 2011-2012:  Nebojša Lazarević
- 2012-2016:  Ivan Rudež
- 2016-2017:  Jean-Marc Jaumin
- 2017-2019:  Vedran Bosnić
- 2019-2020:  Adnan Chuk
- 2020-2022:  Andrej Štimac
- 2022-2023:  Alain Attalah
- 2023-2024:  Dragan Andrejević
- 2024-:  Patrick Pembele